# Анатолиј Турилов
Анатолиј Аркадјевич Турилов (Јарослављ, 23. мај 1951) руски је историчар и академик, инострани члан састава Српске академије науке и уметности од 1. новембра 2012, водећи научни сарадник Одељења за историју средњег века Института за славистику Руске академије наука.

## Биографија
Завршио је основне студије историје на Московском државном универзитету Ломоносову 1976. године и постдипломске на Институту за славистику и балканистику Руске академије наука. Тема његовог магистарског рада је била „Бугарски и српски извори за средњовековну историју Балкана у руској писмености од краја 14. до прве четвртине 16. века”.
Радио је као главни научни сарадник Института за славистику Руске академије наука од 1979. године и Руске државне библиотеке 1977—1979. Године 1983. је учествовао у совјетској научноистраживачкој експедицији на Свету Гору. Био је главни уредник Сводног каталога словенско-руских рукописних књига XIV века.
Учествује у пројекту Српске академије наука и уметности о анотираном издању повеља српских владара од 13. до почетка 16. века манастира Хиландар.
Написао је преко 250 чланака и одељака у Православној енциклопедији, Т. 1–24 (М., 2000–2010).

## Области деловања и интересовања
Историчар, истраживач духовне културе православних Словена у средњем веку и раном новом времену, специјалиста у области ћирилске палеографије (укључујући и одећу), стручњак за средњовековну словенску књигу и писану традицију.
Бави се проблемима културне историје и духовног живота источних и јужних Словена 9–17. века: проучава књижевно стваралаштво ученика Ћирила и Методија и њихових савременика, међусловенску књигу и књижевне везе, књижна култура Белорусије и Украјине, рана историја руског штампарства.
Истражује писане изворе о историји народних веровања источних Словена. Бави се изучавањем извора и помоћним историјским дисциплинама.
Пронашао је списак најзначајнијег споменика бугарске историјске мисли 11. века, који се око стотину година сматрао изгубљеним - „апокрифна хроника“.

## Чланство
Члан Међународне библијске комисије при Међународном комитету слависта (до 2012), Археографске комисије Руске академије наука, Научно-издавачког савета Православне енциклопедије, Патријаршијског хагиографског савета при Православној енциклопедији, Стручног савета за доделу награда у знак сећања на Митрополита Макарија (Булгаков), Националног комитета слависта (2018), Комисије РАН за доделу Шахматовске награде (2018), експерт РАН (2018).

## Награде и признања
Добитник је ордена Светог Сергија Радоњешког другог степена, Светог Данила Московског другог степена и Светог Макарија трећег степена.